# NHL Expansion Draft 2017
Der NHL Expansion Draft 2017 wurde am 21. Juni 2017 durch die National Hockey League durchgeführt. Der Expansion Draft wurde ausgetragen, da die Eishockeyliga zur Saison 2017/18 um ein Franchise aufgestockt wurde und der Kader des neu gegründeten Teams Vegas Golden Knights mit Spielern gefüllt werden musste. Es war der zwölfte Expansion Draft in der Geschichte der Liga und der erste seit 2000.

## Hintergrund
Mit der Neustrukturierung der Divisionen vor Beginn der Saison 2013/14 ergab sich bei der Aufteilung der 30 Franchises ein regionales Ungleichgewicht zwischen der Western und Eastern Conference. Während in der Eastern Conference 16 Teams beheimatet waren, spielten in der Western Conference lediglich 14 Mannschaften.
In der Sommerpause 2015 eröffnete die Ligaleitung der NHL Bewerbungen für ein mögliches Expansion-Franchise, das zur Spielzeit 2017/18 den Spielbetrieb aufnehmen sollte. Neben Las Vegas reichte auch die franko-kanadische Metropole Québec City eine Bewerbung ein. Letztlich setzte sich die Bewerbung von Las Vegas jedoch durch, was die NHL am 22. Juni 2016 bekanntgab. Bereits im März 2016 waren die grundlegenden Abläufe für einen Expansion Draft festgelegt worden.

## Regeln
→ für eine Auflistung aller geschützten Spieler siehe NHL Expansion Draft 2017/Geschützte Spieler
Die erste grobe Festlegung der Draft-Regularien fand im März 2016 statt. Diese besagen, dass jedes Team entweder sieben Stürmer, drei Verteidiger und einen Torhüter oder acht Feldspieler unabhängig ihrer Spielposition sowie einen Torhüter vor dem Auswahlprozess schützen konnten. Die Wahl der jeweiligen Option oblag jedem Franchise selbst. Für letztere Option, die somit effektiv zwei geschützte Spieler weniger umfasst, entschieden sich sieben der 30 Franchises. Von diesen wiederum schützten sechs Teams (Arizona, Florida, Los Angeles, Nashville, New Jersey und Pittsburgh) vier Verteidiger und vier Angreifer, nur die New York Islanders wählten gar fünf Abwehrspieler und nur drei Stürmer. Unabhängig von den offiziellen Listen können sich jedoch alle Teams auf Tauschgeschäfte mit den Golden Knights einigen und ihnen zusätzliche Spieler oder Draft-Wahlrechte überlassen, wenn dafür im Expansion Draft bestimmte Spieler ausgewählt oder gerade nicht ausgewählt werden.
Im Vergleich zum NHL Expansion Draft 2000 ist die Zahl der schützbaren Spieler um ein Vielfaches niedriger, da die Liga die Wettbewerbsfähigkeit des neuen Teams gewährleisten will. Beim letzten Expansion Draft konnten die Mannschaften entweder neun Stürmer, fünf Verteidiger und einen Torwart oder sieben Stürmer, drei Verteidiger und zwei Torhüter vom Auswahlprozess ausklammern.
Die Auswahl der zu schützenden Akteure beinhaltete lediglich Spieler, die seit mindestens zwei Jahren Profis sind – egal, ob in der National Hockey League oder der American Hockey League. Spieler mit weniger als zwei Jahren Profierfahrung oder noch nicht verpflichtete Talente aus einem zurückliegenden NHL Entry Draft sind für den Expansion Draft nicht verfügbar. Spieler mit einer No-Movement-Clause (NMC) in ihrem Vertrag mussten von den Teams zwingend geschützt werden, es sei denn, der Spieler verzichtete freiwillig auf die Durchsetzung der Klausel. Die Klausel bewirkt im Normalfall, dass ein Spieler ohne seine Zustimmung weder innerhalb der Liga zu einem anderen Franchise noch über den Waiver zu einem Farmteam transferiert werden kann.
Zudem waren die 30 Franchises bei der Nominierung ihrer für das neue Team verfügbaren Spieler an gewisse Kriterien gebunden:
1. Einer der Verteidiger, der auch in der Saison 2017/18 beim Team unter Vertrag stünde, musste entweder in der zurückliegenden Spielzeit mindestens 40 oder in den beiden zurückliegenden Spielzeiten zusammen 70 Partien in der NHL bestritten haben.
2. Zwei der Stürmer, die auch in der Saison 2017/18 beim Team unter Vertrag stünden, mussten entweder in der zurückliegenden Spielzeit mindestens 40 oder in den beiden zurückliegenden Spielzeiten zusammen 70 Partien in der NHL bestritten haben.
3. Ein Torhüter musste auch in der Saison 2017/18 beim Team unter Vertrag stehen oder vor Beginn der Saison 2017/18 als Restricted Free Agent gelten.

Für das Expansion-Franchise galten bei der Spielerauswahl folgende Regeln:
1. Das Franchise musste jeweils einen Spieler von jedem der 30 existierenden Franchises auswählen. Darin inbegriffen waren keine zusätzlichen Spieler, die das Team aus möglichen Transfers erhält, wenn die Draft-Regularien verletzt werden.
2. Das Franchise musste mindestens 14 Stürmer, neun Verteidiger und drei Torhüter auswählen.
3. Das Franchise musste mindestens 20 Spieler auswählen, die für die Saison 2017/18 einen gültigen Vertrag besitzen.
4. Die ausgewählten Spieler des Franchises mussten unter Berücksichtigung der Salary Cap einen Wert zwischen 60 und 100 Prozent unter selbiger des Vorjahres haben.

Des Weiteren darf das Expansion-Franchise keinem erworbenen Spieler seinen Vertrag vor dem Sommer 2018 ausbezahlen (buy-out). Damit soll vermieden werden, dass Teams viele Spieler mit unwirtschaftlichen Verträgen abgeben, um sich so einen finanziellen Vorteil zu verschaffen. Zudem dürfen vor dem Draft transferierte Spieler erst nach dem 1. Januar 2018 an ihr ehemaliges Team zurücktransferiert werden.

## Draft-Ergebnis
Das Ergebnis des Drafts wurde im Rahmen der NHL Awards 2017 in umgekehrter Reihenfolge der Abschlusstabelle der abgelaufenen Saison bekanntgegeben.
Legende: G = Torhüter; D = Verteidiger; C = Center; LW = Linker Flügelstürmer; RW = Rechter Flügelstürmer
| #   | Spieler                  | Nat.               | Pos | Vorheriges NHL-Team   | Weitere Bedingungen |
| --- | ------------------------ | ------------------ | --- | --------------------- | --- |
| 01. | Calvin Pickard           | Kanada             | G   | Colorado Avalanche    | |
| 02. | Luca Sbisa               | Schweiz            | D   | Vancouver Canucks     | |
| 03. | Teemu Pulkkinen          | Finnland           | LW  | Arizona Coyotes       | |
| 04. | Jon Merrill              | Vereinigte Staaten | D   | New Jersey Devils     | |
| 05. | William Carrier          | Kanada             | LW  | Buffalo Sabres        | Vegas erhielt für die Wahl von William Carrier zusätzlich ein Sechstrunden-Wahlrecht für den NHL Entry Draft 2017. |
| 06. | Cody Eakin               | Kanada             | C   | Dallas Stars          | |
| 07. | Tomáš Nosek              | Tschechien         | LW  | Detroit Red Wings     | |
| 08. | Jonathan Marchessault    | Kanada             | C   | Florida Panthers      | Vegas erhielt mit der Wahl von Jonathan Marchessault zusätzlich Reilly Smith von den Panthers und schickte im Gegenzug ein Viertrunden-Wahlrecht im NHL Entry Draft 2018 nach Florida. |
| 09. | Brayden McNabb           | Kanada             | D   | Los Angeles Kings     | |
| 10. | Connor Brickley          | Vereinigte Staaten | C   | Carolina Hurricanes   | Vegas erhielt für die Wahl von Connor Brickley zusätzlich ein Fünftrunden-Wahlrecht für den NHL Entry Draft 2017. |
| 11. | Chris Thorburn           | Kanada             | RW  | Winnipeg Jets         | Vegas tauschte für die Wahl von Chris Thorburn ihr jüngst erworbenes Erstrunden-Wahlrecht (ursprünglich Columbus; Position 24) mit dem Erstrunden-Wahlrecht der Jets (Position 13) und stieg somit im NHL Entry Draft 2017 elf Ränge auf. Zudem erhielten die Golden Knights ein Drittrunden-Wahlrecht im NHL Entry Draft 2019 von den Jets.                                |
| 12. | Pierre-Édouard Bellemare | Frankreich         | RW  | Philadelphia Flyers   | |
| 13. | Jason Garrison           | Kanada             | D   | Tampa Bay Lightning   | Vegas erhielt für die Wahl von Jason Garrison zusätzlich die Rechte an Nikita Gussew, ein Zweitrunden-Wahlrecht für den NHL Entry Draft 2017 sowie ein Viertrunden-Wahlrecht für den NHL Entry Draft 2018. |
| 14. | Jean-François Bérubé     | Kanada             | G   | New York Islanders    | Vegas erhielt für die Wahl von Jean-François Bérubé zusätzlich Jake Bischoff, ein Erstrunden-Wahlrecht für den NHL Entry Draft 2017 sowie ein Zweitrunden-Wahlrecht für den NHL Entry Draft 2019. Im Gegenzug übernahmen die Golden Knights den Vertrag von Michail Hrabouski, der aufgrund einer Verletzung mit hoher Wahrscheinlichkeit kein Spiel mehr absolvieren wird. |
| 15. | James Neal               | Kanada             | LW  | Nashville Predators   | |
| 16. | Deryk Engelland          | Kanada             | D   | Calgary Flames        | |
| 17. | Brendan Leipsic          | Kanada             | LW  | Toronto Maple Leafs   | |
| 18. | Colin Miller             | Kanada             | D   | Boston Bruins         | |
| 19. | Marc Methot              | Kanada             | D   | Ottawa Senators       | |
| 20. | David Schlemko           | Kanada             | D   | San Jose Sharks       | |
| 21. | David Perron             | Kanada             | LW  | St. Louis Blues       | |
| 22. | Oscar Lindberg           | Schweden           | C   | New York Rangers      | |
| 23. | Griffin Reinhart         | Kanada             | D   | Edmonton Oilers       | |
| 24. | Alexei Jemelin           | Russland           | D   | Canadiens de Montréal | |
| 25. | Clayton Stoner           | Kanada             | D   | Anaheim Ducks         | Vegas erhielt für die Wahl von Clayton Stoner zusätzlich Shea Theodore. |
| 26. | Erik Haula               | Finnland           | C   | Minnesota Wild        | Vegas erhielt für die Wahl von Erik Haula zusätzlich Alex Tuch und schickte ein Drittrunden-Wahlrecht für den NHL Entry Draft 2017 oder 2018 nach Minnesota. |
| 27. | William Karlsson         | Schweden           | C   | Columbus Blue Jackets | Vegas erhielt für die Wahl von William Karlsson zusätzlich ein Erstrunden-Wahlrecht für den NHL Entry Draft 2017 sowie ein Zweitrunden-Wahlrecht für den NHL Entry Draft 2019. Im Gegenzug übernahmen die Golden Knights den Vertrag von David Clarkson, der aufgrund einer Verletzung mit hoher Wahrscheinlichkeit kein Spiel mehr absolvieren wird.                       |
| 28. | Trevor van Riemsdyk      | Vereinigte Staaten | D   | Chicago Blackhawks    | |
| 29. | Marc-André Fleury        | Kanada             | G   | Pittsburgh Penguins   | Vegas erhielt für die Wahl von Marc-André Fleury zusätzlich ein Zweitrunden-Wahlrecht für den NHL Entry Draft 2020. |
| 30. | Nate Schmidt             | Vereinigte Staaten | D   | Washington Capitals   | |

## Aktivitäten nach dem Expansion Draft

### Transfers
Nach dem Draft vollzogen die Vegas Golden Knights mit den im Expansion Draft erhaltenen Spielern folgende Transfers:
- Trevor van Riemsdyk wurde am 22. Juni 2017 gemeinsam mit einem Siebtrunden-Wahlrecht im NHL Entry Draft 2018 im Tausch für ein Zweitrunden-Wahlrecht im NHL Entry Draft 2017 an die Carolina Hurricanes abgegeben.[12]
- David Schlemko wurde am 22. Juni 2017 im Tausch für ein Fünftrunden-Wahlrecht im NHL Entry Draft 2019 an die Canadiens de Montréal abgegeben.[13]
- Marc Methot wurde am 26. Juni 2017 im Tausch für Torwart Dylan Ferguson und ein Zweitrunden-Wahlrecht im NHL Entry Draft 2020 an die Dallas Stars abgegeben.[14]
- Alexei Jemelin wurde am 1. Juli 2017 im Tausch für ein Drittrunden-Wahlrecht im NHL Entry Draft 2018 an die Nashville Predators abgegeben.[15]

### Free Agency
Folgende Spieler wurden durch den Auslauf ihres Vertrags am 30. Juni 2017 sogenannte Free Agents und verließen das Team:
- Jean-François Bérubé unterschrieb am 1. Juli 2017 einen Zweijahresvertrag bei den Chicago Blackhawks.[16]
- Connor Brickley unterschrieb am 1. Juli 2017 einen Einjahresvertrag bei den Florida Panthers.[17]
- Chris Thorburn unterschrieb am 1. Juli 2017 einen Zweijahresvertrag bei den St. Louis Blues.[18]